# Maíz Olotón

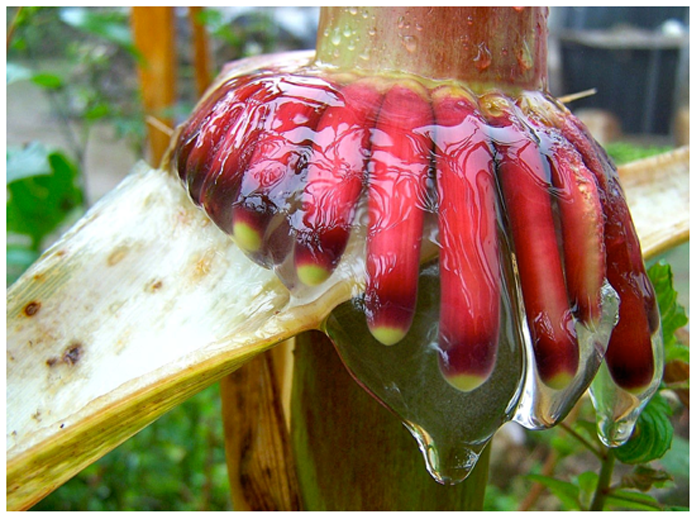
Las raíces áreas segregan una mucosa la cual ayuda a fijar nitrógeno en la tierra a través de las bacterias autofertilizandose.

Maíz Olotón es una variedad tradicional de maíz cultivado en la Sierra Mixe región de México, especialmente en el pueblo de Totontepec Villa de Morelos . Se le conoce localmente como olotón y ha sido cultivado por agricultores indígenas durante miles de años.
Esta variedad crece inusualmente alta (promdio de 2,55 metros) y tiene raíces aéreas que secretan un moco que gotea alrededor de la planta. Esta secreción apoya el crecimiento de bacterias simbióticas que fijan nitrógeno y así fertilizan la planta.
Existe interés comercial y científico en esta variedad, y se está investigando su genética para desarrollar otras variedades autofertilizantes que reducirían o eliminarían la necesidad de otros fertilizantes. Un equipo de la Universidad de California, Davis está trabajando en esto bajo los auspicios del Protocolo de Nagoya, cuyo objetivo es fomentar la distribución equitativa de los beneficios de dicha biodiversidad.